# Deilephila lugens
Deilephila lugens är en fjärilsart som beskrevs av Friedrich Wilhelm Niepelt 1926. Deilephila lugens ingår i släktet Deilephila och familjen svärmare. Inga underarter finns listade i Catalogue of Life.